# Schirlheide
Die Schirlheide ist ein Wald- und Heidegebiet in der Grenzregion zwischen Ostbevern und Telgte. Innerhalb der Schirlheide liegt auch der Osterwald.

## Geschichte
Der Name stammt von der Bauerschaft Schirl, was von „schier loh“ kommt. „schier loh“ meint schier im Sinne von „nur“ oder „ausschließlich“ und „loh“ besagt niedrig, sumpfig, feucht. Heute ist die Gegend aber trocken und mit Kiefern bewachsen. Sie ist das zweitgrößte Waldgebiet Ostbeverns. Ein relativ kleiner Bereich des Gebietes ist als Naturschutzgebiet Schirlheide ausgewiesen.
Von 1964 bis 1991 betrieb hier die 583rd Ordnance Company (Münster-Handorf) der US-Army zusammen mit dem 8 Art Sup Regt RCT (Münster-Coerde) der British Army das VLM Ostbevern (Versorgungslager Munition) mit neun erdüberdeckten Munitionslagerhäusern, das zur Bevorratung und Belieferung mehrerer kleinerer Sondermunitionslager mit nuklearen Gefechtsköpfen per Boeing-Vertol CH-47 („Chinook“) Transporthubschrauber diente.

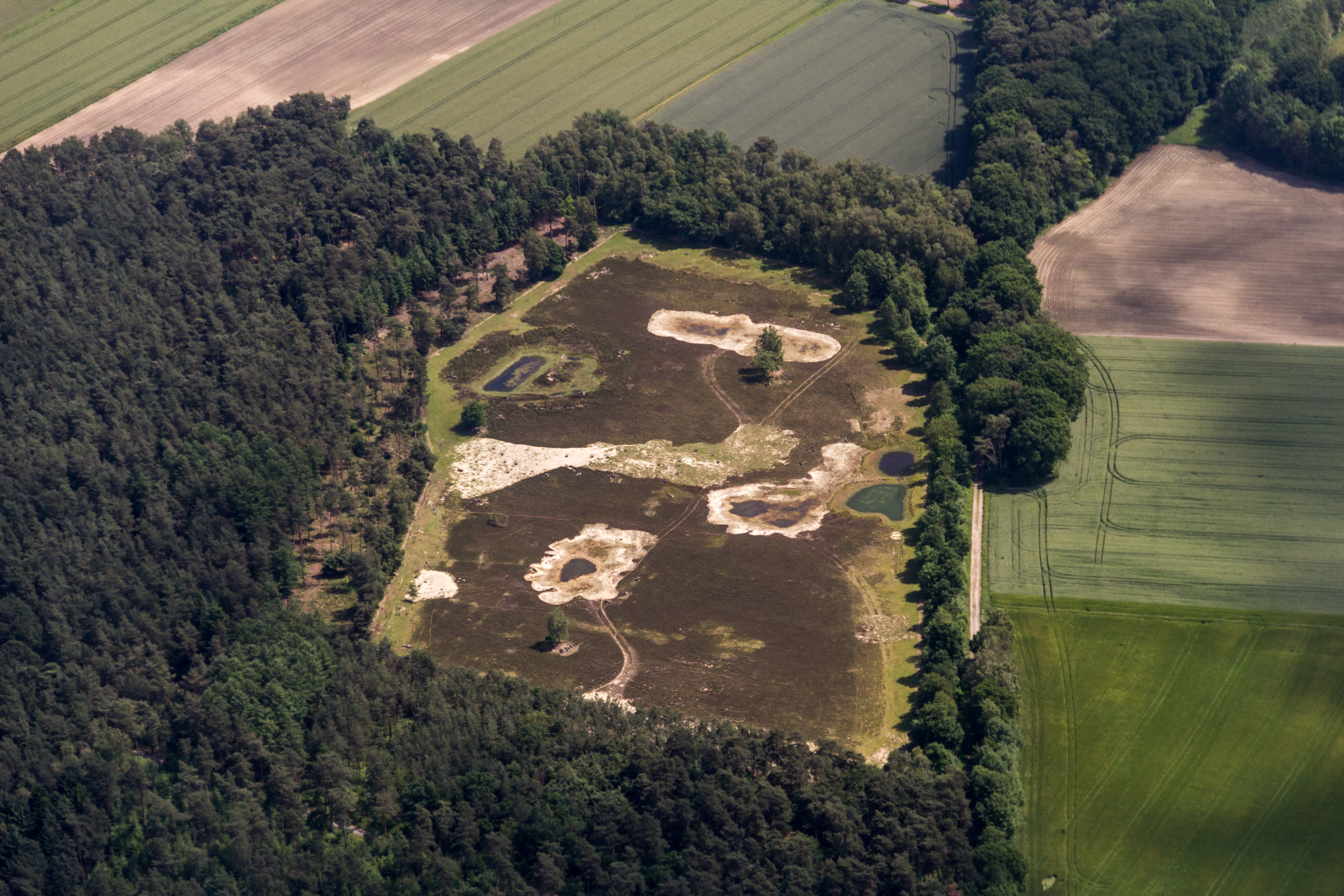
Blick aufs Naturschutzgebiet Schirlheide (NSG WAF 088) in Ostbevern; umliegende Flächen im LSG Landschaftsraum Schirlheide/Schultenheide

Am 28. März 2012 eröffnete Olaf Gericke dort den Auftakt zum Landschaftsplan Ostbevern. Das Ziel ist: Schutz, die Pflege und die Entwicklung von Natur und Landschaft, sowie die Erhaltung und die Entwicklung Fauna und Flora im  Biotopverbundsystem.